# Okręgowe rozgrywki w piłce nożnej woj. olsztyńskiego (1972/1973)
Drużyny z województwa olsztyńskiego występujące w ligach centralnych i makroregionalnych:
- I liga – brak
- II liga – brak
- III liga – Stomil Olsztyn

Rozgrywki okręgowe:
- klasa okręgowa (IV poziom rozgrywkowy)
- klasa A - 3 grupy (V poziom rozgrywkowy)
- klasa B - podział na grupy (VI poziom rozgrywkowy)
- klasa C - podział na grupy (VII poziom rozgrywkowy)
- klasa D(gminna) - podział na grupy (VIII poziom rozgrywkowy)

W związku z utworzeniem od nowego sezonu III ligi okręgowej, wszystkie zespoły z klasy okręgowej (IV poziom ligowy) awansowały do III ligi.

## Klasa okręgowa
| Poz. | Klub                   | M  | Pkt. | Opis              |
| ---- | ---------------------- | -- | ---- | ----------------- |
| 1    | Warmia Olsztyn         | 26 |      | III liga okręgowa |
| ?    | Metalowiec Mrągowo (b) | 26 |      | III liga okręgowa |
| ?    | ] Śniardwy Orzysz      | 26 |      | III liga okręgowa |
| ?    | Victoria Bartoszyce    | 26 |      | III liga okręgowa |
| ?    | Start Nidzica (b)      | 26 |      | III liga okręgowa |
| ?    | Zjednoczenie Biskupiec | 26 |      | III liga okręgowa |
| ?    | Podchorążak Szczytno   | 26 |      | III liga okręgowa |
| ?    | Gwardia Olsztyn (s)    | 26 |      | III liga okręgowa |
| ?    | Jurand Bemowo Piskie   | 26 |      | III liga okręgowa |
| ?    | Huragan Morąg          | 26 |      | III liga okręgowa |
| ?    | Mazur Pisz             | 26 |      | III liga okręgowa |
| ?    | Stal Giżycko           | 26 |      | klasa A gr. III   |
| ?    | Sokół Ostróda          | 26 |      | klasa A gr. I     |
| ?    | Zatoka Braniewo (b)    | 26 |      | klasa A gr. II    |

## Klasa A
- grupa I - awans: Jeziorak Iława
- grupa II - awans: Łyna Sępopol
- grupa III - awans: Granica Kętrzyn